# RED Music
RED Music, aussi appelée RED Distribution (Relativity Entertainment Distribution), est une entreprise de distribution et licence de contenus musicaux. Elle fusionne The Orchard en 2017. RED s'occupait auparavant des sorties pour plus de soixante labels indépendants.

## Histoire
Fondée en 1979 en tant que distributeur musical de hard rock appelé Important Record Distributors, qui a distribué les deux premiers albums de Metallica aux États-Unis, elle est devenue RED Distribution dans les années 1990. En octobre 1999, Sony Music Entertainment vend 80 % de RED Distribution à Edel SE & Co. KGaA.
En mars 2016, Sony annonce l'acquisition d'Essential Music and Marketing. Dans le cadre de cette transaction, une nouvelle société a été lancée, Red Essential, qui est basée dans les bureaux du Cooking Vinyl Group à l'ouest de Londres. L'entreprise est désormais située à Farringdon. En dehors de son nom, cette division n'a que très peu de liens avec RED aux États-Unis.
Le 1er juin 2017, Sony Music annonce qu'elle fusionnerait la filiale britannique de RED, Red Essential, avec The Orchard. Le 5 juin de la même année, Sony inclut également la société américaine RED Distribution dans sa fusion avec The Orchard. Le nom « RED » restera actif en tant que nouvelle entité nommée RED Music, qui fournira des services de marketing, des services de label et des coentreprises entre les labels de Sony et les labels indépendants. En septembre 2019, RED Music est complètement fermé et consolidé dans The Orchard.